# Eleições autárquicas portuguesas de 2013 no distrito de Portalegre
| Eleições autárquicas portuguesas de 2013 Distritos: Aveiro \| Beja \| Braga \| Bragança \| Castelo Branco \| Coimbra \| Évora \| Faro \| Guarda \| Leiria \| Lisboa \| Portalegre \| Porto \| Santarém \| Setúbal \| Viana do Castelo \| Vila Real \| Viseu \| Açores \| Madeira |

## Resultados por concelho
Os resultados nos concelhos do Distrito de Portalegre foram os seguintes:

### Alter do Chão

#### Câmara Municipal
| Partido                 | Partido                        | Votos | %               | +/-   | Vereadores | +/-     |
| ----------------------- | ------------------------------ | ----- | --------------- | ----- | ---------- | ------- |
|                         | Partido Social Democrata       | 861   | 40,38 / 100,00  | 3,05  | 2 / 5      | 1       |
|                         | Partido Socialista             | 763   | 35,79 / 100,00  | 17,81 | 2 / 5      | 1       |
|                         | Coligação Democrática Unitária | 291   | 13,65 / 100,00  | 0,76  | 1 / 5      | 1       |
|                         | CDS – Partido Popular          | 108   | 5,07 / 100,00   | 2,05  | 0 / 5      | Estável |
| Votos Inválidos         | Votos Inválidos                | 109   | 5,12 / 100,00   | 2,35  |            |         |
| Total                   | Total                          | 2 132 | 100,00 / 100,00 |       | 5 / 5      |         |
| Eleitorado/Participação | Eleitorado/Participação        | 3 081 | 69,20 / 100,00  | 3,13  |            |         |

| Freguesia     | %     | %     | %     | %    | Votantes |
| Freguesia     | PSD   | PS    | CDU   | CDS  | Votantes |
| ------------- | ----- | ----- | ----- | ---- | -------- |
| Alter do Chão | 35,63 | 42,06 | 10,77 | 6,66 | 1 291    |
| Chancelaria   | 52,69 | 30,24 | 8,38  | 2,99 | 334      |
| Cunheira      | 55,37 | 25,62 | 10,33 | 1,65 | 242      |
| Seda          | 34,34 | 21,51 | 37,36 | 3,02 | 265      |
| Alter do Chão | 40,38 | 35,79 | 13,65 | 5,07 | 2 132    |

#### Assembleia Municipal
| Partido                 | Partido                        | Votos | %               | +/-   | Mandatos | +/-     |
| ----------------------- | ------------------------------ | ----- | --------------- | ----- | -------- | ------- |
|                         | Partido Social Democrata       | 840   | 39,42 / 100,00  | 1,11  | 7 / 15   | Estável |
|                         | Partido Socialista             | 691   | 32,43 / 100,00  | 13,83 | 5 / 15   | 2       |
|                         | Coligação Democrática Unitária | 339   | 15,91 / 100,00  | 0,70  | 2 / 15   | Estável |
|                         | CDS – Partido Popular          | 142   | 6,66 / 100,00   | 3,64  | 1 / 15   | 1       |
| Votos Inválidos         | Votos Inválidos                | 119   | 5,58 / 100,00   | 2,11  |          |         |
| Total                   | Total                          | 2 131 | 100,00 / 100,00 |       | 15 / 15  |         |
| Eleitorado/Participação | Eleitorado/Participação        | 3 081 | 69,17 / 100,00  | 3,16  |          |         |

| Freguesia     | %     | %     | %     | %    | Votantes |
| Freguesia     | PSD   | PS    | CDU   | CDS  | Votantes |
| ------------- | ----- | ----- | ----- | ---- | -------- |
| Alter do Chão | 37,26 | 35,17 | 13,09 | 9,06 | 1 291    |
| Chancelaria   | 46,85 | 34,23 | 11,11 | 3,30 | 333      |
| Cunheira      | 51,65 | 26,86 | 11,98 | 2,07 | 242      |
| Seda          | 29,43 | 21,89 | 39,25 | 3,40 | 265      |
| Alter do Chão | 39,42 | 32,43 | 15,91 | 6,66 | 2 131    |

#### Juntas de Freguesia
| Partido                 | Partido                        | Votos | %               | +/-  | Presidentes | Mandatos | +/-     |
| ----------------------- | ------------------------------ | ----- | --------------- | ---- | ----------- | -------- | ------- |
|                         | Partido Social Democrata       | 833   | 39,07 / 100,00  | 6,22 | 3 / 4       | 12 / 30  | 1       |
|                         | Partido Socialista             | 635   | 29,78 / 100,00  | 3,54 | 0 / 4       | 10 / 30  | Estável |
|                         | Coligação Democrática Unitária | 402   | 18,86 / 100,00  | 0,51 | 1 / 4       | 7 / 30   | 1       |
|                         | CDS – Partido Popular          | 162   | 7,60 / 100,00   | 5,04 | 0 / 4       | 1 / 30   | 1       |
| Votos Inválidos         | Votos Inválidos                | 100   | 4,69 / 100,00   | 1,38 |             |          |         |
| Total                   | Total                          | 2 132 | 100,00 / 100,00 |      | 4 / 4       | 30 / 30  |         |
| Eleitorado/Participação | Eleitorado/Participação        | 3 081 | 69,20 / 100,00  | 3,13 |             |          |         |

| Freguesia     | Partido Vencedor | Partido Vencedor               | %              | Mandatos |
| ------------- | ---------------- | ------------------------------ | -------------- | -------- |
| Alter do Chão |                  | Partido Social Democrata       | 38,81 / 100,00 | 4 / 9    |
| Chancelaria   |                  | Partido Social Democrata       | 44,61 / 100,00 | 3 / 7    |
| Cunheira      |                  | Partido Social Democrata       | 50,41 / 100,00 | 4 / 7    |
| Seda          |                  | Coligação Democrática Unitária | 49,06 / 100,00 | 4 / 7    |

### Arronches

#### Câmara Municipal
| Partido                 | Partido                        | Votos | %               | +/-  | Vereadores | +/-     |
| ----------------------- | ------------------------------ | ----- | --------------- | ---- | ---------- | ------- |
|                         | Partido Social Democrata       | 1 154 | 51,54 / 100,00  | 2,71 | 3 / 5      | Estável |
|                         | Partido Socialista             | 938   | 41,89 / 100,00  | 2,94 | 2 / 5      | Estável |
|                         | Coligação Democrática Unitária | 74    | 3,31 / 100,00   | 0,58 | 0 / 5      | Estável |
| Votos Inválidos         | Votos Inválidos                | 73    | 3,27 / 100,00   | 1,47 |            |         |
| Total                   | Total                          | 2 239 | 100,00 / 100,00 |      | 5 / 5      |         |
| Eleitorado/Participação | Eleitorado/Participação        | 2 751 | 81,39 / 100,00  | 0,90 |            |         |

| Freguesia | %     | %     | %    | Votantes |
| Freguesia | PSD   | PS    | CDU  | Votantes |
| --------- | ----- | ----- | ---- | -------- |
| Assunção  | 52,84 | 39,31 | 4,19 | 1 338    |
| Esperança | 45,44 | 49,82 | 1,58 | 570      |
| Mosteiros | 56,80 | 38,67 | 2,72 | 331      |
| Arronches | 51,54 | 41,89 | 3,31 | 2 239    |

#### Assembleia Municipal
| Partido                 | Partido                        | Votos | %               | +/-  | Mandatos | +/-     |
| ----------------------- | ------------------------------ | ----- | --------------- | ---- | -------- | ------- |
|                         | Partido Social Democrata       | 1 080 | 48,37 / 100,00  | 3,66 | 8 / 15   | Estável |
|                         | Partido Socialista             | 986   | 44,16 / 100,00  | 3,97 | 7 / 15   | 1       |
|                         | Coligação Democrática Unitária | 88    | 3,94 / 100,00   | 2,17 | 0 / 15   | 1       |
| Votos Inválidos         | Votos Inválidos                | 79    | 3,54 / 100,00   | 1,87 |          |         |
| Total                   | Total                          | 2 233 | 100,00 / 100,00 |      | 15 / 15  |         |
| Eleitorado/Participação | Eleitorado/Participação        | 2 751 | 81,17 / 100,00  | 0,68 |          |         |

| Freguesia | %     | %     | %    | Votantes |
| Freguesia | PSD   | PS    | CDU  | Votantes |
| --------- | ----- | ----- | ---- | -------- |
| Assunção  | 50,90 | 40,77 | 4,58 | 1 332    |
| Esperança | 40,53 | 53,33 | 2,63 | 570      |
| Mosteiros | 51,66 | 41,99 | 3,63 | 331      |
| Arronches | 48,37 | 44,16 | 3,94 | 2 233    |

#### Juntas de Freguesia
| Partido                 | Partido                        | Votos | %               | +/-  | Presidentes | Mandatos | +/-     |
| ----------------------- | ------------------------------ | ----- | --------------- | ---- | ----------- | -------- | ------- |
|                         | Partido Social Democrata       | 1 067 | 47,83 / 100,00  | 1,17 | 1 / 3       | 11 / 23  | 1       |
|                         | Partido Socialista             | 1 026 | 45,99 / 100,00  | 1,78 | 2 / 3       | 12 / 23  | 1       |
|                         | Coligação Democrática Unitária | 73    | 3,27 / 100,00   | 1,90 | 0 / 3       | 0 / 23   | Estável |
| Votos Inválidos         | Votos Inválidos                | 65    | 2,91 / 100,00   | 1,28 |             |          |         |
| Total                   | Total                          | 2 231 | 100,00 / 100,00 |      | 3 / 3       | 23 / 23  |         |
| Eleitorado/Participação | Eleitorado/Participação        | 2 751 | 81,10 / 100,00  | 0,61 |             |          |         |

| Freguesia | Partido Vencedor | Partido Vencedor         | %              | Mandatos |
| --------- | ---------------- | ------------------------ | -------------- | -------- |
| Assunção  |                  | Partido Social Democrata | 50,83 / 100,00 | 5 / 9    |
| Esperança |                  | Partido Socialista       | 55,09 / 100,00 | 4 / 7    |
| Mosteiros |                  | Partido Socialista       | 48,64 / 100,00 | 4 / 7    |

### Avis

#### Câmara Municipal
| Partido                 | Partido                        | Votos | %               | +/-  | Vereadores | +/-     |
| ----------------------- | ------------------------------ | ----- | --------------- | ---- | ---------- | ------- |
|                         | Coligação Democrática Unitária | 1 418 | 51,04 / 100,00  | 2,89 | 3 / 5      | Estável |
|                         | Partido Socialista             | 844   | 30,38 / 100,00  | 3,12 | 2 / 5      | Estável |
|                         | Partido Social Democrata       | 373   | 13,43 / 100,00  | 4,82 | 0 / 5      | Estável |
| Votos Inválidos         | Votos Inválidos                | 143   | 5,15 / 100,00   | 1,18 |            |         |
| Total                   | Total                          | 2 778 | 100,00 / 100,00 |      | 5 / 5      |         |
| Eleitorado/Participação | Eleitorado/Participação        | 3 823 | 72,67 / 100,00  | 2,02 |            |         |

| Freguesia            | %     | %     | %     | Votantes |
| Freguesia            | CDU   | PS    | PSD   | Votantes |
| -------------------- | ----- | ----- | ----- | -------- |
| Alcórrego e Maranhão | 78,72 | 12,41 | 6,03  | 282      |
| Aldeia Velha         | 52,13 | 36,17 | 5,85  | 188      |
| Avis                 | 51,44 | 31,32 | 11,97 | 1 044    |
| Benavila e Valongo   | 38,84 | 42,86 | 11,46 | 672      |
| Ervedal              | 48,87 | 20,40 | 26,70 | 397      |
| Figueira e Barros    | 54,36 | 23,08 | 18,97 | 195      |
| Avis                 | 51,04 | 30,38 | 13,43 | 2 778    |

#### Assembleia Municipal
| Partido                 | Partido                        | Votos | %               | +/-  | Mandatos | +/-     |
| ----------------------- | ------------------------------ | ----- | --------------- | ---- | -------- | ------- |
|                         | Coligação Democrática Unitária | 1 286 | 46,31 / 100,00  | 7,55 | 8 / 15   | 1       |
|                         | Partido Socialista             | 942   | 33,92 / 100,00  | 1,27 | 5 / 15   | Estável |
|                         | Partido Social Democrata       | 367   | 13,22 / 100,00  | 3,82 | 2 / 15   | 1       |
| Votos Inválidos         | Votos Inválidos                | 182   | 6,55 / 100,00   | 2,46 |          |         |
| Total                   | Total                          | 2 777 | 100,00 / 100,00 |      | 15 / 15  |         |
| Eleitorado/Participação | Eleitorado/Participação        | 3 823 | 72,64 / 100,00  | 2,05 |          |         |

| Freguesia            | %     | %     | %     | Votantes |
| Freguesia            | CDU   | PS    | PSD   | Votantes |
| -------------------- | ----- | ----- | ----- | -------- |
| Alcórrego e Maranhão | 71,63 | 15,60 | 6,74  | 282      |
| Aldeia Velha         | 48,40 | 35,64 | 7,98  | 188      |
| Avis                 | 45,93 | 34,90 | 13,04 | 1 043    |
| Benavila e Valongo   | 36,46 | 45,98 | 8,78  | 672      |
| Ervedal              | 43,83 | 26,70 | 26,20 | 397      |
| Figueira e Barros    | 48,72 | 26,67 | 17,44 | 195      |
| Avis                 | 46,31 | 33,92 | 13,22 | 2 777    |

#### Juntas de Freguesia
| Partido                 | Partido                        | Votos | %               | +/-  | Presidentes | Mandatos | +/- |
| ----------------------- | ------------------------------ | ----- | --------------- | ---- | ----------- | -------- | --- |
|                         | Coligação Democrática Unitária | 1 364 | 49,12 / 100,00  | 4,40 | 5 / 6       | 25 / 44  | 5   |
|                         | Partido Socialista             | 932   | 33,56 / 100,00  | 0,87 | 1 / 6       | 15 / 44  | 4   |
|                         | Partido Social Democrata       | 327   | 11,78 / 100,00  | 4,05 | 0 / 6       | 4 / 44   | 2   |
| Votos Inválidos         | Votos Inválidos                | 154   | 5,55 / 100,00   | 1,23 |             |          |     |
| Total                   | Total                          | 2 777 | 100,00 / 100,00 |      | 6 / 6       | 44 / 44  | 7   |
| Eleitorado/Participação | Eleitorado/Participação        | 3 823 | 72,64 / 100,00  | 2,73 |             |          |     |

| Freguesia            | Partido Vencedor | Partido Vencedor               | %              | Mandatos |
| -------------------- | ---------------- | ------------------------------ | -------------- | -------- |
| Alcórrego e Maranhão |                  | Coligação Democrática Unitária | 74,61 / 100,00 | 6 / 7    |
| Aldeia Velha         |                  | Coligação Democrática Unitária | 52,66 / 100,00 | 4 / 7    |
| Avis                 |                  | Coligação Democrática Unitária | 50,81 / 100,00 | 5 / 9    |
| Benavila e Valongo   |                  | Partido Socialista             | 51,19 / 100,00 | 4 / 7    |
| Ervedal              |                  | Coligação Democrática Unitária | 43,83 / 100,00 | 3 / 7    |
| Figueira e Barros    |                  | Coligação Democrática Unitária | 52,31 / 100,00 | 4 / 7    |

### Campo Maior

#### Câmara Municipal
| Partido                 | Partido                        | Votos | %               | +/-   | Vereadores | +/-     |
| ----------------------- | ------------------------------ | ----- | --------------- | ----- | ---------- | ------- |
|                         | Partido Socialista             | 3 409 | 62,77 / 100,00  | 15,93 | 4 / 5      | 1       |
|                         | Partido da Terra               | 1 430 | 26,33 / 100,00  | -     | 1 / 5      | -       |
|                         | Coligação Democrática Unitária | 320   | 5,89 / 100,00   | 0,31  | 0 / 5      | Estável |
|                         | Partido Social Democrata       | 89    | 1,64 / 100,00   | 0,04  | 0 / 5      | Estável |
|                         | Bloco de Esquerda              | 39    | 0,72 / 100,00   | -     | 0 / 5      | -       |
| Votos Inválidos         | Votos Inválidos                | 144   | 2,65 / 100,00   | 0,83  |            |         |
| Total                   | Total                          | 5 431 | 100,00 / 100,00 |       | 5 / 5      |         |
| Eleitorado/Participação | Eleitorado/Participação        | 7 540 | 72,03 / 100,00  | 4,02  |            |         |

| Freguesia                            | %     | %     | %    | %    | %    | Votantes |
| Freguesia                            | PS    | MPT   | CDU  | PSD  | BE   | Votantes |
| ------------------------------------ | ----- | ----- | ---- | ---- | ---- | -------- |
| Nossa Senhora da Expectação          | 62,08 | 25,53 | 5,94 | 1,94 | 1,25 | 2 476    |
| Nossa Senhora da Graça dos Degolados | 71,29 | 24,00 | 2,59 | 0,71 | 0    | 425      |
| São João Batista                     | 62,02 | 27,51 | 6,40 | 1,50 | 0,32 | 2 530    |
| Campo Maior                          | 62,77 | 26,33 | 5,89 | 1,64 | 0,72 | 5 431    |

#### Assembleia Municipal
| Partido                 | Partido                        | Votos | %               | +/-   | Mandatos | +/-     |
| ----------------------- | ------------------------------ | ----- | --------------- | ----- | -------- | ------- |
|                         | Partido Socialista             | 3 065 | 56,45 / 100,00  | 12,92 | 9 / 15   | 2       |
|                         | Partido da Terra               | 1 561 | 28,75 / 100,00  | -     | 5 / 15   | -       |
|                         | Coligação Democrática Unitária | 438   | 8,07 / 100,00   | 0,12  | 1 / 15   | Estável |
|                         | Partido Social Democrata       | 146   | 2,69 / 100,00   | 0,08  | 0 / 15   | Estável |
|                         | Bloco de Esquerda              | 58    | 1,07 / 100,00   | 0,28  | 0 / 15   | Estável |
| Votos Inválidos         | Votos Inválidos                | 162   | 2,98 / 100,00   | 0,83  |          |         |
| Total                   | Total                          | 5 430 | 100,00 / 100,00 |       | 15 / 15  |         |
| Eleitorado/Participação | Eleitorado/Participação        | 7 540 | 72,02 / 100,00  | 4,03  |          |         |

| Freguesia                            | %     | %     | %    | %    | %    | Votantes |
| Freguesia                            | PS    | MPT   | CDU  | PSD  | BE   | Votantes |
| ------------------------------------ | ----- | ----- | ---- | ---- | ---- | -------- |
| Nossa Senhora da Expectação          | 55,90 | 27,67 | 8,08 | 3,11 | 1,62 | 2 476    |
| Nossa Senhora da Graça dos Degolados | 69,18 | 24,94 | 3,06 | 1,65 | 0,24 | 425      |
| São João Batista                     | 54,84 | 30,45 | 8,90 | 2,45 | 0,67 | 2 529    |
| Campo Maior                          | 56,45 | 28,75 | 8,07 | 2,69 | 1,07 | 5 430    |

#### Juntas de Freguesia
| Partido                 | Partido                        | Votos | %               | +/-   | Presidentes | Mandatos | +/-     |
| ----------------------- | ------------------------------ | ----- | --------------- | ----- | ----------- | -------- | ------- |
|                         | Partido Socialista             | 3 328 | 61,30 / 100,00  | 19,16 | 3 / 3       | 18 / 25  | 5       |
|                         | Partido da Terra               | 1 397 | 25,73 / 100,00  | -     | 0 / 3       | 7 / 25   | -       |
|                         | Coligação Democrática Unitária | 386   | 7,11 / 100,00   | 0,73  | 0 / 3       | 0 / 25   | Estável |
|                         | Partido Social Democrata       | 126   | 2,32 / 100,00   | 1,33  | 0 / 3       | 0 / 25   | Estável |
|                         | Bloco de Esquerda              | 38    | 0,70 / 100,00   | 0,13  | 0 / 3       | 0 / 25   | Estável |
| Votos Inválidos         | Votos Inválidos                | 154   | 2,84 / 100,00   | 0,83  |             |          |         |
| Total                   | Total                          | 5 429 | 100,00 / 100,00 |       | 3 / 3       | 25 / 25  |         |
| Eleitorado/Participação | Eleitorado/Participação        | 7 540 | 72,00 / 100,00  | 4,05  |             |          |         |

| Freguesia                            | Partido Vencedor | Partido Vencedor   | %              | Mandatos |
| ------------------------------------ | ---------------- | ------------------ | -------------- | -------- |
| Nossa Senhora da Expectação          |                  | Partido Socialista | 58,34 / 100,00 | 6 / 9    |
| Nossa Senhora da Graça dos Degolados |                  | Partido Socialista | 69,41 / 100,00 | 5 / 7    |
| São João Batista                     |                  | Partido Socialista | 62,83 / 100,00 | 7 / 9    |

### Castelo de Vide

#### Câmara Municipal
| Partido                 | Partido                        | Votos | %               | +/-  | Vereadores | +/-     |
| ----------------------- | ------------------------------ | ----- | --------------- | ---- | ---------- | ------- |
|                         | Partido Social Democrata       | 1 305 | 59,21 / 100,00  | 5,98 | 3 / 5      | Estável |
|                         | Partido Socialista             | 705   | 31,99 / 100,00  | 3,80 | 2 / 5      | Estável |
|                         | Coligação Democrática Unitária | 97    | 4,40 / 100,00   | 0,30 | 0 / 5      | Estável |
| Votos Inválidos         | Votos Inválidos                | 97    | 4,41 / 100,00   | 1,05 |            |         |
| Total                   | Total                          | 2 204 | 100,00 / 100,00 |      | 5 / 5      |         |
| Eleitorado/Participação | Eleitorado/Participação        | 2 973 | 74,13 / 100,00  | 2,08 |            |         |

| Freguesia                                | %     | %     | %    | Votantes |
| Freguesia                                | PSD   | PS    | CDU  | Votantes |
| ---------------------------------------- | ----- | ----- | ---- | -------- |
| Nossa Senhora da Graça de Póvoa e Meadas | 47,68 | 37,37 | 8,51 | 388      |
| Santa Maria da Devesa                    | 61,47 | 31,25 | 3,64 | 1 072    |
| Santiago Maior                           | 69,83 | 23,97 | 3,72 | 242      |
| São João Batista                         | 58,17 | 33,27 | 3,19 | 502      |
| Castelo de Vide                          | 59,21 | 31,99 | 4,40 | 2 204    |

#### Assembleia Municipal
| Partido                 | Partido                        | Votos | %               | +/-  | Mandatos | +/-     |
| ----------------------- | ------------------------------ | ----- | --------------- | ---- | -------- | ------- |
|                         | Partido Social Democrata       | 1 294 | 58,71 / 100,00  | 7,09 | 9 / 15   | Estável |
|                         | Partido Socialista             | 681   | 30,90 / 100,00  | 2,71 | 5 / 15   | Estável |
|                         | Coligação Democrática Unitária | 136   | 6,17 / 100,00   | 0,57 | 1 / 15   | Estável |
| Votos Inválidos         | Votos Inválidos                | 93    | 4,22 / 100,00   | 0,66 |          |         |
| Total                   | Total                          | 2 204 | 100,00 / 100,00 |      | 15 / 15  |         |
| Eleitorado/Participação | Eleitorado/Participação        | 2 973 | 74,13 / 100,00  | 2,08 |          |         |

| Freguesia                                | %     | %     | %     | Votantes |
| Freguesia                                | PSD   | PS    | CDU   | Votantes |
| ---------------------------------------- | ----- | ----- | ----- | -------- |
| Nossa Senhora da Graça de Póvoa e Meadas | 39,95 | 41,24 | 12,11 | 388      |
| Santa Maria da Devesa                    | 63,25 | 27,71 | 5,41  | 1 072    |
| Santiago Maior                           | 66,94 | 26,03 | 4,96  | 242      |
| São João Batista                         | 59,56 | 32,07 | 3,78  | 502      |
| Castelo de Vide                          | 58,71 | 30,90 | 6,17  | 2 204    |

#### Juntas de Freguesia
| Partido                 | Partido                        | Votos | %               | +/-  | Presidentes | Mandatos | +/-     |
| ----------------------- | ------------------------------ | ----- | --------------- | ---- | ----------- | -------- | ------- |
|                         | Partido Social Democrata       | 1 250 | 56,72 / 100,00  | 7,38 | 3 / 4       | 19 / 30  | 2       |
|                         | Partido Socialista             | 730   | 33,12 / 100,00  | 2,32 | 1 / 4       | 10 / 30  | Estável |
|                         | Coligação Democrática Unitária | 132   | 5,99 / 100,00   | 1,10 | 0 / 4       | 1 / 30   | 1       |
| Votos Inválidos         | Votos Inválidos                | 92    | 4,18 / 100,00   | 0,99 |             |          |         |
| Total                   | Total                          | 2 204 | 100,00 / 100,00 |      | 4 / 4       | 30 / 30  |         |
| Eleitorado/Participação | Eleitorado/Participação        | 2 973 | 74,13 / 100,00  | 2,08 |             |          |         |

| Freguesia                                | Partido Vencedor | Partido Vencedor         | %              | Mandatos |
| ---------------------------------------- | ---------------- | ------------------------ | -------------- | -------- |
| Nossa Senhora da Graça de Póvoa e Meadas |                  | Partido Socialista       | 42,78 / 100,00 | 3 / 7    |
| Santa Maria da Devesa                    |                  | Partido Social Democrata | 60,73 / 100,00 | 6 / 9    |
| Santiago Maior                           |                  | Partido Social Democrata | 64,46 / 100,00 | 5 / 7    |
| São João Batista                         |                  | Partido Social Democrata | 58,57 / 100,00 | 5 / 7    |

### Crato

#### Câmara Municipal
| Partido                 | Partido                        | Votos | %               | +/-  | Vereadores | +/-     |
| ----------------------- | ------------------------------ | ----- | --------------- | ---- | ---------- | ------- |
|                         | Partido Socialista             | 1 061 | 42,02 / 100,00  | 0,98 | 2 / 5      | Estável |
|                         | Coligação Democrática Unitária | 947   | 37,50 / 100,00  | 8,87 | 2 / 5      | 1       |
|                         | Partido Social Democrata       | 432   | 17,11 / 100,00  | 6,53 | 1 / 5      | 1       |
| Votos Inválidos         | Votos Inválidos                | 85    | 3,37 / 100,00   | 1,36 |            |         |
| Total                   | Total                          | 2 525 | 100,00 / 100,00 |      | 5 / 5      |         |
| Eleitorado/Participação | Eleitorado/Participação        | 3 341 | 75,58 / 100,00  | 1,56 |            |         |

| Freguesia                                     | %     | %     | %     | Votantes |
| Freguesia                                     | PS    | CDU   | PSD   | Votantes |
| --------------------------------------------- | ----- | ----- | ----- | -------- |
| Aldeia da Mata                                | 43,36 | 29,62 | 23,08 | 260      |
| Crato e Mártires, Flor da Rosa e Vale do Peso | 42,45 | 35,80 | 17,83 | 1 430    |
| Gáfete                                        | 44,00 | 40,64 | 13,76 | 625      |
| Monte da Pedra                                | 31,43 | 49,52 | 14,76 | 210      |
| Crato                                         | 42,02 | 37,50 | 17,11 | 2 525    |

#### Assembleia Municipal
| Partido                 | Partido                        | Votos | %               | +/-  | Mandatos | +/- |
| ----------------------- | ------------------------------ | ----- | --------------- | ---- | -------- | --- |
|                         | Partido Socialista             | 1 023 | 40,51 / 100,00  | 1,25 | 7 / 15   | 1   |
|                         | Coligação Democrática Unitária | 861   | 34,10 / 100,00  | 8,12 | 5 / 15   | 2   |
|                         | Partido Social Democrata       | 542   | 21,47 / 100,00  | 5,77 | 3 / 15   | 1   |
| Votos Inválidos         | Votos Inválidos                | 99    | 3,92 / 100,00   | 1,09 |          |     |
| Total                   | Total                          | 2 525 | 100,00 / 100,00 |      | 15 / 15  |     |
| Eleitorado/Participação | Eleitorado/Participação        | 3 341 | 75,58 / 100,00  | 1,56 |          |     |

| Freguesia                                     | %     | %     | %     | Votantes |
| Freguesia                                     | PS    | CDU   | PSD   | Votantes |
| --------------------------------------------- | ----- | ----- | ----- | -------- |
| Aldeia da Mata                                | 45,77 | 22,69 | 28,85 | 260      |
| Crato e Mártires, Flor da Rosa e Vale do Peso | 39,44 | 33,99 | 21,96 | 1 430    |
| Gáfete                                        | 43,20 | 38,24 | 15,68 | 625      |
| Monte da Pedra                                | 33,33 | 36,67 | 26,19 | 210      |
| Crato                                         | 40,51 | 34,10 | 21,47 | 2 525    |

#### Juntas de Freguesia
| Partido                 | Partido                        | Votos | %               | +/-   | Presidentes | Mandatos | +/- |
| ----------------------- | ------------------------------ | ----- | --------------- | ----- | ----------- | -------- | --- |
|                         | Partido Socialista             | 1 032 | 40,87 / 100,00  | 5,82  | 3 / 4       | 14 / 30  | 3   |
|                         | Coligação Democrática Unitária | 740   | 29,31 / 100,00  | 13,91 | 0 / 4       | 6 / 30   | 10  |
|                         | Partido Social Democrata       | 654   | 25,90 / 100,00  | 6,77  | 1 / 4       | 10 / 30  | 1   |
| Votos Inválidos         | Votos Inválidos                | 99    | 3,92 / 100,00   | 1,35  |             |          |     |
| Total                   | Total                          | 2 525 | 100,00 / 100,00 |       | 4 / 4       | 30 / 30  | 14  |
| Eleitorado/Participação | Eleitorado/Participação        | 3 341 | 75,58 / 100,00  | 1,56  |             |          |     |

| Freguesia                                     | Partido Vencedor | Partido Vencedor         | %              | Mandatos |
| --------------------------------------------- | ---------------- | ------------------------ | -------------- | -------- |
| Aldeia da Mata                                |                  | Partido Socialista       | 48,46 / 100,00 | 4 / 7    |
| Crato e Mártires, Flor da Rosa e Vale do Peso |                  | Partido Socialista       | 37,76 / 100,00 | 4 / 9    |
| Gáfete                                        |                  | Partido Socialista       | 48,80 / 100,00 | 4 / 7    |
| Monte da Pedra                                |                  | Partido Social Democrata | 49,52 / 100,00 | 4 / 7    |

### Elvas

#### Câmara Municipal
| Partido                 | Partido                        | Votos  | %               | +/-  | Vereadores | +/-     |
| ----------------------- | ------------------------------ | ------ | --------------- | ---- | ---------- | ------- |
|                         | Partido Socialista             | 6 659  | 69,29 / 100,00  | 0,90 | 6 / 7      | Estável |
|                         | CDS – Partido Popular          | 1 124  | 11,69 / 100,00  | -    | 1 / 7      | -       |
|                         | PSD-PPM                        | 686    | 7,14 / 100,00   | Novo | 0 / 7      | Novo    |
|                         | Coligação Democrática Unitária | 461    | 4,80 / 100,00   | 1,73 | 0 / 7      | Estável |
|                         | Bloco de Esquerda              | 176    | 1,83 / 100,00   | 1,71 | 0 / 7      | Estável |
| Votos Inválidos         | Votos Inválidos                | 505    | 5,25 / 100,00   | 2,06 |            |         |
| Total                   | Total                          | 9 611  | 100,00 / 100,00 |      | 7 / 7      |         |
| Eleitorado/Participação | Eleitorado/Participação        | 20 009 | 48,03 / 100,00  | 4,77 |            |         |

| Freguesia                                   | %     | %     | %        | %     | %    | Votantes |
| Freguesia                                   | PS    | CDS   | PSD- PPM | CDU   | BE   | Votantes |
| ------------------------------------------- | ----- | ----- | -------- | ----- | ---- | -------- |
| Assunção, Ajuda, Salvador e Santo Ildefonso | 64,38 | 13,73 | 9,90     | 3,35  | 2,32 | 3 577    |
| Barbacena e Vila Fernando                   | 65,77 | 18,02 | 5,23     | 5,41  | 0,54 | 555      |
| Caia, São Pedro e Alcáçova                  | 80,02 | 5,49  | 5,31     | 4,13  | 1,93 | 2 277    |
| Santa Eulália                               | 78,42 | 5,78  | 6,69     | 3,34  | 0,61 | 658      |
| São Brás e São Lourenço                     | 66,96 | 17,83 | 5,65     | 1,59  | 2,03 | 690      |
| São Vicente e Ventosa                       | 74,89 | 12,03 | 2,53     | 5,91  | 1,05 | 474      |
| Terrugem e Vila Boim                        | 60,58 | 13,77 | 6,30     | 11,30 | 1,67 | 1 380    |
| Elvas                                       | 69,29 | 11,69 | 7,14     | 4,80  | 1,83 | 9 611    |

#### Assembleia Municipal
| Partido                 | Partido                        | Votos  | %               | +/-  | Mandatos | +/-  |
| ----------------------- | ------------------------------ | ------ | --------------- | ---- | -------- | ---- |
|                         | Partido Socialista             | 6 343  | 65,99 / 100,00  | 1,25 | 16 / 21  | 1    |
|                         | CDS – Partido Popular          | 1 215  | 12,64 / 100,00  | -    | 3 / 21   | -    |
|                         | PSD-PPM                        | 781    | 8,13 / 100,00   | Novo | 1 / 21   | Novo |
|                         | Coligação Democrática Unitária | 542    | 5,64 / 100,00   | 2,13 | 1 / 21   | 1    |
|                         | Bloco de Esquerda              | 212    | 2,21 / 100,00   | 2,84 | 0 / 21   | 1    |
| Votos Inválidos         | Votos Inválidos                | 519    | 5,40 / 100,00   | 2,05 |          |      |
| Total                   | Total                          | 9 612  | 100,00 / 100,00 |      | 21 / 21  |      |
| Eleitorado/Participação | Eleitorado/Participação        | 20 009 | 48,04 / 100,00  | 4,76 |          |      |

| Freguesia                                   | %     | %     | %        | %     | %    | Votantes |
| Freguesia                                   | PS    | CDS   | PSD- PPM | CDU   | BE   | Votantes |
| ------------------------------------------- | ----- | ----- | -------- | ----- | ---- | -------- |
| Assunção, Ajuda, Salvador e Santo Ildefonso | 61,26 | 14,11 | 11,68    | 4,25  | 2,77 | 3 578    |
| Barbacena e Vila Fernando                   | 61,98 | 18,20 | 5,77     | 6,67  | 0,90 | 555      |
| Caia, São Pedro e Alcáçova                  | 77,29 | 6,46  | 5,67     | 4,39  | 2,24 | 2 277    |
| Santa Eulália                               | 76,75 | 7,45  | 6,99     | 3,04  | 1,06 | 658      |
| São Brás e São Lourenço                     | 63,04 | 20,72 | 6,38     | 2,75  | 1,88 | 690      |
| São Vicente e Ventosa                       | 71,73 | 13,08 | 2,53     | 7,59  | 1,69 | 474      |
| Terrugem e Vila Boim                        | 55,58 | 15,07 | 7,25     | 12,90 | 2,10 | 1 380    |
| Elvas                                       | 65,99 | 12,64 | 8,13     | 5,64  | 2,21 | 9 612    |

#### Juntas de Freguesia
| Partido                 | Partido                        | Votos  | %               | +/-  | Presidentes | Mandatos | +/-     |
| ----------------------- | ------------------------------ | ------ | --------------- | ---- | ----------- | -------- | ------- |
|                         | Partido Socialista             | 5 931  | 61,69 / 100,00  | 1,21 | 7 / 7       | 51 / 67  | 18      |
|                         | CDS – Partido Popular          | 1 367  | 14,22 / 100,00  | -    | 0 / 7       | 10 / 67  | -       |
|                         | PSD-PPM                        | 721    | 7,50 / 100,00   | Novo | 0 / 7       | 2 / 67   | Novo    |
|                         | Coligação Democrática Unitária | 691    | 7,19 / 100,00   | 3,50 | 0 / 7       | 3 / 67   | 2       |
|                         | Grupo de Cidadãos              | 216    | 2,25 / 100,00   | 0,76 | 0 / 7       | 1 / 67   | 3       |
|                         | Bloco de Esquerda              | 145    | 1,51 / 100,00   | 2,00 | 0 / 7       | 0 / 67   | Estável |
| Votos Inválidos         | Votos Inválidos                | 543    | 5,65 / 100,00   | 2,13 |             |          |         |
| Total                   | Total                          | 9 614  | 100,00 / 100,00 |      | 7 / 7       | 67 / 67  | 30      |
| Eleitorado/Participação | Eleitorado/Participação        | 20 009 | 48,05 / 100,00  | 4,76 |             |          |         |

| Freguesia                                   | Partido Vencedor | Partido Vencedor   | %              | Mandatos |
| ------------------------------------------- | ---------------- | ------------------ | -------------- | -------- |
| Assunção, Ajuda, Salvador e Santo Ildefonso |                  | Partido Socialista | 62,20 / 100,00 | 10 / 13  |
| Barbacena e Vila Fernando                   |                  | Partido Socialista | 60,54 / 100,00 | 5 / 7    |
| Caia, São Pedro e Alcáçova                  |                  | Partido Socialista | 76,77 / 100,00 | 12 / 13  |
| Santa Eulália                               |                  | Partido Socialista | 79,18 / 100,00 | 9 / 9    |
| São Brás e São Lourenço                     |                  | Partido Socialista | 55,51 / 100,00 | 6 / 9    |
| São Vicente e Ventosa                       |                  | Partido Socialista | 62,95 / 100,00 | 6 / 7    |
| Terrugem e Vila Boim                        |                  | Partido Socialista | 30,29 / 100,00 | 3 / 9    |

### Fronteira

#### Câmara Municipal
| Partido                 | Partido                        | Votos | %               | +/-   | Vereadores | +/-     |
| ----------------------- | ------------------------------ | ----- | --------------- | ----- | ---------- | ------- |
|                         | Partido Social Democrata       | 1 449 | 66,74 / 100,00  | 13,32 | 4 / 5      | 1       |
|                         | Partido Socialista             | 466   | 21,46 / 100,00  | 14,22 | 1 / 5      | 1       |
|                         | Coligação Democrática Unitária | 144   | 6,63 / 100,00   | 0,67  | 0 / 5      | Estável |
|                         | CDS – Partido Popular          | 13    | 0,60 / 100,00   | -     | 0 / 5      | -       |
| Votos Inválidos         | Votos Inválidos                | 99    | 4,56 / 100,00   | 1,88  |            |         |
| Total                   | Total                          | 2 171 | 100,00 / 100,00 |       | 5 / 5      |         |
| Eleitorado/Participação | Eleitorado/Participação        | 2 899 | 74,89 / 100,00  | 0,83  |            |         |

| Freguesia      | %     | %     | %     | %    | Votantes |
| Freguesia      | PSD   | PS    | CDU   | CDS  | Votantes |
| -------------- | ----- | ----- | ----- | ---- | -------- |
| Cabeço de Vide | 59,20 | 28,93 | 7,69  | 0,84 | 598      |
| Fronteira      | 70,52 | 19,01 | 4,57  | 0,52 | 1 357    |
| São Saturnino  | 63,89 | 16,20 | 16,67 | 0,46 | 216      |
| Fronteira      | 66,74 | 21,46 | 6,63  | 0,60 | 2 171    |

#### Assembleia Municipal
| Partido                 | Partido                        | Votos | %               | +/-  | Mandatos | +/-     |
| ----------------------- | ------------------------------ | ----- | --------------- | ---- | -------- | ------- |
|                         | Partido Social Democrata       | 1 405 | 64,72 / 100,00  | 6,37 | 11 / 15  | 2       |
|                         | Partido Socialista             | 479   | 22,06 / 100,00  | 8,20 | 3 / 15   | 2       |
|                         | Coligação Democrática Unitária | 192   | 8,84 / 100,00   | 0,22 | 1 / 15   | Estável |
| Votos Inválidos         | Votos Inválidos                | 95    | 4,37 / 100,00   | 2,04 |          |         |
| Total                   | Total                          | 2 171 | 100,00 / 100,00 |      | 15 / 15  |         |
| Eleitorado/Participação | Eleitorado/Participação        | 2 899 | 74,89 / 100,00  | 0,83 |          |         |

| Freguesia      | %     | %     | %     | Votantes |
| Freguesia      | PSD   | PS    | CDU   | Votantes |
| -------------- | ----- | ----- | ----- | -------- |
| Cabeço de Vide | 56,69 | 26,76 | 12,21 | 598      |
| Fronteira      | 68,17 | 20,71 | 6,48  | 1 357    |
| São Saturnino  | 65,28 | 17,59 | 14,35 | 216      |
| Fronteira      | 64,72 | 22,06 | 8,84  | 2 171    |

#### Juntas de Freguesia
| Partido                 | Partido                        | Votos | %               | +/-  | Presidentes | Mandatos | +/-     |
| ----------------------- | ------------------------------ | ----- | --------------- | ---- | ----------- | -------- | ------- |
|                         | Partido Social Democrata       | 1 240 | 57,14 / 100,00  | 6,05 | 3 / 3       | 15 / 23  | Estável |
|                         | Partido Socialista             | 589   | 27,14 / 100,00  | 2,10 | 0 / 3       | 6 / 23   | Estável |
|                         | Coligação Democrática Unitária | 236   | 10,88 / 100,00  | 1,66 | 0 / 3       | 2 / 23   | Estável |
| Votos Inválidos         | Votos Inválidos                | 105   | 4,84 / 100,00   | 2,30 |             |          |         |
| Total                   | Total                          | 2 170 | 100,00 / 100,00 |      | 3 / 3       | 23 / 23  |         |
| Eleitorado/Participação | Eleitorado/Participação        | 2 899 | 74,85 / 100,00  | 0,79 |             |          |         |

| Freguesia      | Partido Vencedor | Partido Vencedor         | %              | Mandatos |
| -------------- | ---------------- | ------------------------ | -------------- | -------- |
| Cabeço de Vide |                  | Partido Social Democrata | 50,00 / 100,00 | 4 / 7    |
| Fronteira      |                  | Partido Social Democrata | 59,29 / 100,00 | 6 / 9    |
| São Saturnino  |                  | Partido Social Democrata | 63,43 / 100,00 | 5 / 7    |

### Gavião

#### Câmara Municipal
| Partido                 | Partido                        | Votos | %               | +/-  | Vereadores | +/-     |
| ----------------------- | ------------------------------ | ----- | --------------- | ---- | ---------- | ------- |
|                         | Partido Socialista             | 1 334 | 50,88 / 100,00  | 9,04 | 3 / 5      | 1       |
|                         | Partido Social Democrata       | 858   | 32,72 / 100,00  | 8,43 | 2 / 5      | 1       |
|                         | Coligação Democrática Unitária | 310   | 11,82 / 100,00  | 0,40 | 0 / 5      | Estável |
| Votos Inválidos         | Votos Inválidos                | 120   | 4,58 / 100,00   | 1,00 |            |         |
| Total                   | Total                          | 2 622 | 100,00 / 100,00 |      | 5 / 5      |         |
| Eleitorado/Participação | Eleitorado/Participação        | 3 772 | 69,51 / 100,00  | 0,48 |            |         |

| Freguesia        | %     | %     | %     | Votantes |
| Freguesia        | PS    | PSD   | CDU   | Votantes |
| ---------------- | ----- | ----- | ----- | -------- |
| Belver           | 65,77 | 20,54 | 10,17 | 482      |
| Comenda          | 43,41 | 26,54 | 25,48 | 569      |
| Gavião e Atalaia | 46,75 | 43,31 | 5,15  | 1 106    |
| Margem           | 54,41 | 27,74 | 12,69 | 465      |
| Gavião           | 50,88 | 32,72 | 11,82 | 2 622    |

#### Assembleia Municipal
| Partido                 | Partido                        | Votos | %               | +/-  | Mandatos | +/-     |
| ----------------------- | ------------------------------ | ----- | --------------- | ---- | -------- | ------- |
|                         | Partido Socialista             | 1 371 | 52,31 / 100,00  | 4,85 | 8 / 15   | 1       |
|                         | Partido Social Democrata       | 768   | 29,30 / 100,00  | 6,02 | 5 / 15   | 1       |
|                         | Coligação Democrática Unitária | 355   | 13,54 / 100,00  | 2,25 | 2 / 15   | Estável |
| Votos Inválidos         | Votos Inválidos                | 127   | 4,84 / 100,00   | 1,05 |          |         |
| Total                   | Total                          | 2 621 | 100,00 / 100,00 |      | 15 / 15  |         |
| Eleitorado/Participação | Eleitorado/Participação        | 3 772 | 69,49 / 100,00  | 0,46 |          |         |

| Freguesia        | %     | %     | %     | Votantes |
| Freguesia        | PS    | PSD   | CDU   | Votantes |
| ---------------- | ----- | ----- | ----- | -------- |
| Belver           | 67,01 | 20,12 | 9,54  | 482      |
| Comenda          | 46,57 | 19,51 | 28,47 | 569      |
| Gavião e Atalaia | 46,97 | 41,63 | 6,61  | 1 105    |
| Margem           | 56,77 | 21,51 | 15,91 | 465      |
| Gavião           | 52,31 | 29,30 | 13,54 | 2 621    |

#### Juntas de Freguesia
| Partido                 | Partido                        | Votos | %               | +/-  | Presidentes | Mandatos | +/- |
| ----------------------- | ------------------------------ | ----- | --------------- | ---- | ----------- | -------- | --- |
|                         | Partido Socialista             | 1 362 | 51,95 / 100,00  | 5,35 | 3 / 4       | 17 / 30  | 9   |
|                         | Partido Social Democrata       | 667   | 25,44 / 100,00  | 9,90 | 0 / 4       | 8 / 30   | 4   |
|                         | Coligação Democrática Unitária | 473   | 18,04 / 100,00  | 4,33 | 1 / 4       | 5 / 30   | 2   |
| Votos Inválidos         | Votos Inválidos                | 120   | 4,58 / 100,00   | 0,22 |             |          |     |
| Total                   | Total                          | 2 622 | 100,00 / 100,00 |      | 4 / 4       | 30 / 30  | 7   |
| Eleitorado/Participação | Eleitorado/Participação        | 3 772 | 69,51 / 100,00  | 0,48 |             |          |     |

| Freguesia        | Partido Vencedor | Partido Vencedor               | %              | Mandatos |
| ---------------- | ---------------- | ------------------------------ | -------------- | -------- |
| Belver           |                  | Partido Socialista             | 59,03 / 100,00 | 4 / 7    |
| Comenda          |                  | Coligação Democrática Unitária | 45,17 / 100,00 | 3 / 7    |
| Gavião e Atalaia |                  | Partido Socialista             | 51,99 / 100,00 | 5 / 9    |
| Margem           |                  | Partido Socialista             | 63,87 / 100,00 | 5 / 7    |

### Marvão

#### Câmara Municipal
| Partido                 | Partido                        | Votos | %               | +/-   | Vereadores | +/-     |
| ----------------------- | ------------------------------ | ----- | --------------- | ----- | ---------- | ------- |
|                         | Partido Social Democrata       | 1 375 | 61,58 / 100,00  | 13,13 | 4 / 5      | 1       |
|                         | Partido Socialista             | 671   | 30,05 / 100,00  | 5,22  | 1 / 5      | Estável |
|                         | Coligação Democrática Unitária | 60    | 2,69 / 100,00   | 1,55  | 0 / 5      | Estável |
|                         | CDS – Partido Popular          | 24    | 1,07 / 100,00   | 0,07  | 0 / 5      | Estável |
| Votos Inválidos         | Votos Inválidos                | 103   | 4,62 / 100,00   | 1,47  |            |         |
| Total                   | Total                          | 2 233 | 100,00 / 100,00 |       | 5 / 5      |         |
| Eleitorado/Participação | Eleitorado/Participação        | 3 072 | 72,69 / 100,00  | 2,64  |            |         |

| Freguesia                | %     | %     | %    | %    | Votantes |
| Freguesia                | PSD   | PS    | CDU  | CDS  | Votantes |
| ------------------------ | ----- | ----- | ---- | ---- | -------- |
| Beirã                    | 59,00 | 35,10 | 0,88 | 0,59 | 339      |
| Santa Maria de Marvão    | 51,39 | 38,89 | 2,78 | 3,13 | 288      |
| Santo António das Areias | 62,85 | 28,94 | 2,56 | 0,67 | 743      |
| São Salvador da Aramenha | 64,89 | 26,07 | 3,48 | 0,93 | 863      |
| Marvão                   | 61,58 | 30,05 | 2,69 | 1,07 | 2 233    |

#### Assembleia Municipal
| Partido                 | Partido                        | Votos | %               | +/-   | Mandatos | +/-     |
| ----------------------- | ------------------------------ | ----- | --------------- | ----- | -------- | ------- |
|                         | Partido Social Democrata       | 1 321 | 59,16 / 100,00  | 15,75 | 10 / 15  | 2       |
|                         | Partido Socialista             | 705   | 31,57 / 100,00  | 5,41  | 5 / 15   | 1       |
|                         | Coligação Democrática Unitária | 102   | 4,57 / 100,00   | 3,00  | 0 / 15   | Estável |
| Votos Inválidos         | Votos Inválidos                | 105   | 4,70 / 100,00   | 0,96  |          |         |
| Total                   | Total                          | 2 233 | 100,00 / 100,00 |       | 15 / 15  |         |
| Eleitorado/Participação | Eleitorado/Participação        | 3 072 | 72,69 / 100,00  | 2,64  |          |         |

| Freguesia                | %     | %     | %    | Votantes |
| Freguesia                | PSD   | PS    | CDU  | Votantes |
| ------------------------ | ----- | ----- | ---- | -------- |
| Beirã                    | 59,59 | 34,51 | 1,77 | 339      |
| Santa Maria de Marvão    | 47,57 | 42,71 | 5,21 | 288      |
| Santo António das Areias | 58,14 | 33,11 | 3,63 | 743      |
| São Salvador da Aramenha | 63,73 | 25,38 | 6,26 | 863      |
| Marvão                   | 59,16 | 31,57 | 4,57 | 2 233    |

#### Juntas de Freguesia
| Partido                 | Partido                        | Votos | %               | +/-   | Presidentes | Mandatos | +/-     |
| ----------------------- | ------------------------------ | ----- | --------------- | ----- | ----------- | -------- | ------- |
|                         | Partido Social Democrata       | 1 275 | 57,10 / 100,00  | 10,78 | 2 / 4       | 18 / 32  | 1       |
|                         | Partido Socialista             | 810   | 36,27 / 100,00  | 1,24  | 2 / 4       | 14 / 32  | 2       |
|                         | Coligação Democrática Unitária | 57    | 2,55 / 100,00   | 0,82  | 0 / 4       | 0 / 32   | Estável |
| Votos Inválidos         | Votos Inválidos                | 91    | 4,08 / 100,00   | 0,30  |             |          |         |
| Total                   | Total                          | 2 233 | 100,00 / 100,00 |       | 4 / 4       | 32 / 32  |         |
| Eleitorado/Participação | Eleitorado/Participação        | 3 072 | 72,69 / 100,00  | 2,64  |             |          |         |

| Freguesia                | Partido Vencedor | Partido Vencedor         | %              | Mandatos |
| ------------------------ | ---------------- | ------------------------ | -------------- | -------- |
| Beirã                    |                  | Partido Social Democrata | 58,41 / 100,00 | 4 / 7    |
| Santa Maria de Marvão    |                  | Partido Socialista       | 46,88 / 100,00 | 4 / 7    |
| Santo António das Areias |                  | Partido Socialista       | 50,20 / 100,00 | 5 / 9    |
| São Salvador da Aramenha |                  | Partido Social Democrata | 71,73 / 100,00 | 7 / 9    |

### Monforte

#### Câmara Municipal
| Partido                 | Partido                        | Votos | %               | +/-   | Vereadores | +/- |
| ----------------------- | ------------------------------ | ----- | --------------- | ----- | ---------- | --- |
|                         | Coligação Democrática Unitária | 952   | 46,85 / 100,00  | 11,25 | 3 / 5      | 1   |
|                         | Partido Socialista             | 819   | 40,31 / 100,00  | 6,72  | 2 / 5      | 1   |
|                         | PSD-CDS                        | 181   | 8,91 / 100,00   | -     | 0 / 5      | -   |
| Votos Inválidos         | Votos Inválidos                | 80    | 3,94 / 100,00   | 1,35  |            |     |
| Total                   | Total                          | 2 032 | 100,00 / 100,00 |       | 5 / 5      |     |
| Eleitorado/Participação | Eleitorado/Participação        | 2 818 | 72,11 / 100,00  | 3,82  |            |     |

| Freguesia    | %     | %     | %        | Votantes |
| Freguesia    | CDU   | PS    | PSD- CDS | Votantes |
| ------------ | ----- | ----- | -------- | -------- |
| Assumar      | 46,89 | 44,10 | 6,83     | 322      |
| Monforte     | 48,67 | 37,89 | 9,27     | 863      |
| Santo Aleixo | 36,24 | 46,35 | 12,94    | 425      |
| Vaiamonte    | 53,79 | 36,26 | 5,69     | 422      |
| Monforte     | 46,85 | 40,31 | 8,91     | 2 032    |

#### Assembleia Municipal
| Partido                 | Partido                        | Votos | %               | +/-   | Mandatos | +/-     |
| ----------------------- | ------------------------------ | ----- | --------------- | ----- | -------- | ------- |
|                         | Coligação Democrática Unitária | 925   | 45,50 / 100,00  | 12,09 | 7 / 15   | 2       |
|                         | Partido Socialista             | 821   | 40,38 / 100,00  | 2,70  | 7 / 15   | Estável |
|                         | PSD-CDS                        | 208   | 10,23 / 100,00  | -     | 1 / 15   | -       |
| Votos Inválidos         | Votos Inválidos                | 79    | 3,89 / 100,00   | 0,77  |          |         |
| Total                   | Total                          | 2 033 | 100,00 / 100,00 |       | 15 / 15  |         |
| Eleitorado/Participação | Eleitorado/Participação        | 2 818 | 72,14 / 100,00  | 3,79  |          |         |

| Freguesia    | %     | %     | %        | Votantes |
| Freguesia    | CDU   | PS    | PSD- CDS | Votantes |
| ------------ | ----- | ----- | -------- | -------- |
| Assumar      | 44,41 | 44,41 | 7,45     | 322      |
| Monforte     | 47,92 | 37,62 | 11,23    | 864      |
| Santo Aleixo | 34,82 | 47,29 | 13,41    | 425      |
| Vaiamonte    | 52,13 | 36,02 | 7,11     | 422      |
| Monforte     | 45,50 | 40,38 | 10,23    | 2 033    |

#### Juntas de Freguesia
| Partido                 | Partido                        | Votos | %               | +/-  | Presidentes | Mandatos | +/- |
| ----------------------- | ------------------------------ | ----- | --------------- | ---- | ----------- | -------- | --- |
|                         | Coligação Democrática Unitária | 869   | 42,72 / 100,00  | 4,52 | 3 / 4       | 15 / 30  | 3   |
|                         | Partido Socialista             | 841   | 41,35 / 100,00  | 3,79 | 1 / 4       | 13 / 30  | 1   |
|                         | PSD-CDS                        | 181   | 8,90 / 100,00   | -    | 0 / 4       | 1 / 30   | -   |
|                         | Grupo de Cidadãos              | 54    | 2,65 / 100,00   | -    | 0 / 4       | 1 / 30   | -   |
| Votos Inválidos         | Votos Inválidos                | 89    | 4,38 / 100,00   | 2,05 |             |          |     |
| Total                   | Total                          | 2 034 | 100,00 / 100,00 |      | 4 / 4       | 30 / 30  |     |
| Eleitorado/Participação | Eleitorado/Participação        | 2 818 | 72,18 / 100,00  | 3,75 |             |          |     |

| Freguesia    | Partido Vencedor | Partido Vencedor               | %              | Mandatos |
| ------------ | ---------------- | ------------------------------ | -------------- | -------- |
| Assumar      |                  | Coligação Democrática Unitária | 46,27 / 100,00 | 4 / 7    |
| Monforte     |                  | Coligação Democrática Unitária | 47,40 / 100,00 | 5 / 9    |
| Santo Aleixo |                  | Partido Socialista             | 43,76 / 100,00 | 3 / 7    |
| Vaiamonte    |                  | Coligação Democrática Unitária | 45,73 / 100,00 | 4 / 7    |

### Nisa

#### Câmara Municipal
| Partido                 | Partido                               | Votos | %               | +/-  | Vereadores | +/-     |
| ----------------------- | ------------------------------------- | ----- | --------------- | ---- | ---------- | ------- |
|                         | Partido Socialista                    | 1 555 | 34,24 / 100,00  | 0,98 | 2 / 5      | Estável |
|                         | Coligação Democrática Unitária        | 1 434 | 31,58 / 100,00  | 3,26 | 2 / 5      | Estável |
|                         | PSD-CDS                               | 1 146 | 25,24 / 100,00  | -    | 1 / 5      | -       |
|                         | Movimento Independente Mexer com Nisa | 148   | 3,26 / 100,00   | Novo | 0 / 5      | Novo    |
| Votos Inválidos         | Votos Inválidos                       | 258   | 5,68 / 100,00   | 2,24 |            |         |
| Total                   | Total                                 | 4 541 | 100,00 / 100,00 |      | 5 / 5      |         |
| Eleitorado/Participação | Eleitorado/Participação               | 6 715 | 67,62 / 100,00  | 3,56 |            |         |

| Freguesia                                          | %     | %     | %        | %    | Votantes |
| Freguesia                                          | PS    | CDU   | PSD- CDS | McN  | Votantes |
| -------------------------------------------------- | ----- | ----- | -------- | ---- | -------- |
| Alpalhão                                           | 27,56 | 31,89 | 34,49    | 1,88 | 693      |
| Arez e Amieira do Tejo                             | 53,76 | 32,03 | 8,08     | 1,39 | 359      |
| Espírito Santo, Nossa Senhora da Graça e São Simão | 34,76 | 26,61 | 28,02    | 4,17 | 2 063    |
| Montalvão                                          | 34,48 | 44,83 | 13,10    | 3,10 | 290      |
| Santana                                            | 39,13 | 44,15 | 6,02     | 2,34 | 299      |
| São Matias                                         | 27,07 | 35,37 | 33,19    | 1,31 | 229      |
| Tolosa                                             | 28,78 | 33,88 | 27,63    | 4,11 | 608      |
| Nisa                                               | 34,24 | 31,58 | 25,24    | 3,26 | 4 541    |

#### Assembleia Municipal
| Partido                 | Partido                               | Votos | %               | +/-  | Mandatos | +/-     |
| ----------------------- | ------------------------------------- | ----- | --------------- | ---- | -------- | ------- |
|                         | Partido Socialista                    | 1 563 | 34,41 / 100,00  | 1,14 | 6 / 15   | Estável |
|                         | Coligação Democrática Unitária        | 1 409 | 31,02 / 100,00  | 0,71 | 5 / 15   | Estável |
|                         | PSD-CDS                               | 995   | 21,91 / 100,00  | -    | 3 / 15   | -       |
|                         | Movimento Independente Mexer com Nisa | 301   | 6,63 / 100,00   | Novo | 1 / 15   | Novo    |
| Votos Inválidos         | Votos Inválidos                       | 274   | 6,03 / 100,00   | 1,91 |          |         |
| Total                   | Total                                 | 4 542 | 100,00 / 100,00 |      | 15 / 15  |         |
| Eleitorado/Participação | Eleitorado/Participação               | 6 715 | 67,64 / 100,00  | 3,54 |          |         |

| Freguesia                                          | %     | %     | %        | %     | Votantes |
| Freguesia                                          | PS    | CDU   | PSD- CDS | McN   | Votantes |
| -------------------------------------------------- | ----- | ----- | -------- | ----- | -------- |
| Alpalhão                                           | 27,75 | 33,82 | 29,62    | 3,61  | 692      |
| Arez e Amieira do Tejo                             | 48,47 | 32,31 | 8,91     | 4,74  | 359      |
| Espírito Santo, Nossa Senhora da Graça e São Simão | 36,43 | 24,33 | 22,25    | 10,40 | 2 067    |
| Montalvão                                          | 34,26 | 43,94 | 12,11    | 3,11  | 289      |
| Santana                                            | 38,80 | 47,79 | 4,68     | 1,67  | 299      |
| São Matias                                         | 27,63 | 32,89 | 33,33    | 3,07  | 228      |
| Tolosa                                             | 27,30 | 34,87 | 28,45    | 3,78  | 608      |
| Nisa                                               | 34,41 | 31,02 | 21,91    | 6,63  | 4 542    |

#### Juntas de Freguesia
| Partido                 | Partido                        | Votos | %               | +/-  | Presidentes | Mandatos | +/-     |
| ----------------------- | ------------------------------ | ----- | --------------- | ---- | ----------- | -------- | ------- |
|                         | Coligação Democrática Unitária | 1 870 | 41,18 / 100,00  | 8,72 | 6 / 7       | 25 / 53  | Estável |
|                         | Partido Socialista             | 1 555 | 34,24 / 100,00  | 3,89 | 1 / 7       | 19 / 53  | 13      |
|                         | PSD-CDS                        | 909   | 20,02 / 100,00  | -    | 0 / 7       | 9 / 53   | -       |
| Votos Inválidos         | Votos Inválidos                | 207   | 4,56 / 100,00   | 0,52 |             |          |         |
| Total                   | Total                          | 4 541 | 100,00 / 100,00 |      | 7 / 7       | 53 / 53  | 16      |
| Eleitorado/Participação | Eleitorado/Participação        | 6 715 | 67,62 / 100,00  | 3,46 |             |          |         |

| Freguesia                                          | Partido Vencedor | Partido Vencedor               | %              | Mandatos |
| -------------------------------------------------- | ---------------- | ------------------------------ | -------------- | -------- |
| Alpalhão                                           |                  | Coligação Democrática Unitária | 38,67 / 100,00 | 4 / 9    |
| Arez e Amieira do Tejo                             |                  | Partido Socialista             | 53,48 / 100,00 | 4 / 7    |
| Espírito Santo, Nossa Senhora da Graça e São Simão |                  | Coligação Democrática Unitária | 42,51 / 100,00 | 4 / 9    |
| Montalvão                                          |                  | Coligação Democrática Unitária | 47,59 / 100,00 | 4 / 7    |
| Santana                                            |                  | Coligação Democrática Unitária | 49,50 / 100,00 | 4 / 7    |
| São Matias                                         |                  | Coligação Democrática Unitária | 38,43 / 100,00 | 3 / 7    |
| Tolosa                                             |                  | Coligação Democrática Unitária | 34,54 / 100,00 | 3 / 7    |

### Ponte de Sôr

#### Câmara Municipal
| Partido                 | Partido                        | Votos  | %               | +/-  | Vereadores | +/-     |
| ----------------------- | ------------------------------ | ------ | --------------- | ---- | ---------- | ------- |
|                         | Partido Socialista             | 5 182  | 58,21 / 100,00  | 0,11 | 5 / 7      | 1       |
|                         | Coligação Democrática Unitária | 1 886  | 21,18 / 100,00  | 2,95 | 2 / 7      | Estável |
|                         | Partido Social Democrata       | 794    | 8,92 / 100,00   | -    | 0 / 7      | -       |
|                         | Bloco de Esquerda              | 332    | 3,73 / 100,00   | -    | 0 / 7      | -       |
|                         | CDS – Partido Popular          | 330    | 3,71 / 100,00   | -    | 0 / 7      | -       |
| Votos Inválidos         | Votos Inválidos                | 379    | 4,25 / 100,00   | 1,70 |            |         |
| Total                   | Total                          | 8 903  | 100,00 / 100,00 |      | 7 / 7      |         |
| Eleitorado/Participação | Eleitorado/Participação        | 14 893 | 59,78 / 100,00  | 3,70 |            |         |

| Freguesia                            | %     | %     | %     | %    | %    | Votantes |
| Freguesia                            | PS    | CDU   | PSD   | BE   | CDS  | Votantes |
| ------------------------------------ | ----- | ----- | ----- | ---- | ---- | -------- |
| Foros de Arrão                       | 53,07 | 34,83 | 4,98  | 2,82 | 0,50 | 603      |
| Galveias                             | 62,15 | 15,95 | 6,20  | 2,91 | 7,97 | 790      |
| Longomel                             | 54,59 | 25,08 | 4,89  | 8,87 | 1,38 | 654      |
| Montargil                            | 47,90 | 36,13 | 6,58  | 1,32 | 3,95 | 1 215    |
| Ponte de Sor, Tramaga e Vale de Açor | 60,84 | 16,79 | 10,69 | 3,86 | 3,67 | 5 641    |
| Ponte de Sor                         | 58,21 | 21,18 | 8,92  | 3,73 | 3,71 | 8 903    |

#### Assembleia Municipal
| Partido                 | Partido                        | Votos  | %               | +/-  | Mandatos | +/-     |
| ----------------------- | ------------------------------ | ------ | --------------- | ---- | -------- | ------- |
|                         | Partido Socialista             | 4 890  | 54,93 / 100,00  | 0,56 | 13 / 21  | Estável |
|                         | Coligação Democrática Unitária | 1 911  | 21,46 / 100,00  | 3,61 | 5 / 21   | Estável |
|                         | Partido Social Democrata       | 959    | 10,77 / 100,00  | -    | 2 / 21   | -       |
|                         | Bloco de Esquerda              | 389    | 4,37 / 100,00   | -    | 1 / 21   | -       |
|                         | CDS – Partido Popular          | 341    | 3,83 / 100,00   | -    | 0 / 21   | -       |
| Votos Inválidos         | Votos Inválidos                | 413    | 4,64 / 100,00   | 1,57 |          |         |
| Total                   | Total                          | 8 903  | 100,00 / 100,00 |      | 21 / 21  |         |
| Eleitorado/Participação | Eleitorado/Participação        | 14 893 | 59,78 / 100,00  | 3,70 |          |         |

| Freguesia                            | %     | %     | %     | %    | %    | Votantes |
| Freguesia                            | PS    | CDU   | PSD   | BE   | CDS  | Votantes |
| ------------------------------------ | ----- | ----- | ----- | ---- | ---- | -------- |
| Foros de Arrão                       | 53,07 | 35,16 | 4,64  | 3,15 | 0,33 | 603      |
| Galveias                             | 62,03 | 15,57 | 7,47  | 3,04 | 7,22 | 790      |
| Longomel                             | 51,38 | 26,15 | 5,05  | 9,17 | 1,99 | 654      |
| Montargil                            | 44,86 | 37,53 | 7,57  | 1,81 | 4,28 | 1 215    |
| Ponte de Sor, Tramaga e Vale de Açor | 56,71 | 16,82 | 13,24 | 4,68 | 3,85 | 5 641    |
| Ponte de Sor                         | 54,93 | 21,46 | 10,77 | 4,37 | 3,83 | 8 903    |

#### Juntas de Freguesia
| Partido                 | Partido                        | Votos  | %               | +/-  | Presidentes | Mandatos | +/- |
| ----------------------- | ------------------------------ | ------ | --------------- | ---- | ----------- | -------- | --- |
|                         | Partido Socialista             | 4 773  | 53,61 / 100,00  | 5,00 | 5 / 5       | 30 / 47  | 10  |
|                         | Coligação Democrática Unitária | 1 924  | 21,61 / 100,00  | 2,52 | 0 / 5       | 13 / 47  | 4   |
|                         | Partido Social Democrata       | 974    | 10,94 / 100,00  | -    | 0 / 5       | 2 / 47   | -   |
|                         | CDS – Partido Popular          | 441    | 4,95 / 100,00   | -    | 0 / 5       | 1 / 47   | -   |
|                         | Bloco de Esquerda              | 410    | 4,61 / 100,00   | 4,30 | 0 / 5       | 1 / 47   | 1   |
| Votos Inválidos         | Votos Inválidos                | 381    | 4,28 / 100,00   | 1,60 |             |          |     |
| Total                   | Total                          | 8 903  | 100,00 / 100,00 |      | 5 / 5       | 47 / 47  | 16  |
| Eleitorado/Participação | Eleitorado/Participação        | 14 893 | 59,78 / 100,00  | 3,70 |             |          |     |

| Freguesia                            | Partido Vencedor | Partido Vencedor   | %              | Mandatos |
| ------------------------------------ | ---------------- | ------------------ | -------------- | -------- |
| Foros de Arrão                       |                  | Partido Socialista | 56,88 / 100,00 | 4 / 7    |
| Galveias                             |                  | Partido Socialista | 59,75 / 100,00 | 7 / 9    |
| Longomel                             |                  | Partido Socialista | 45,87 / 100,00 | 5 / 9    |
| Montargil                            |                  | Partido Socialista | 46,83 / 100,00 | 5 / 9    |
| Ponte de Sor, Tramaga e Vale de Açor |                  | Partido Socialista | 54,76 / 100,00 | 9 / 13   |

### Portalegre

#### Câmara Municipal
| Partido                 | Partido                                         | Votos  | %               | +/-   | Vereadores | +/-     |
| ----------------------- | ----------------------------------------------- | ------ | --------------- | ----- | ---------- | ------- |
|                         | Candidatura Livre e Independente por Portalegre | 5 514  | 42,44 / 100,00  | Novo  | 4 / 7      | Novo    |
|                         | Partido Socialista                              | 3 104  | 23,89 / 100,00  | 13,70 | 2 / 7      | 1       |
|                         | Coligação Democrática Unitária                  | 2 275  | 17,51 / 100,00  | 4,93  | 1 / 7      | Estável |
|                         | PSD-CDS                                         | 1 377  | 10,60 / 100,00  | -     | 0 / 7      | -       |
|                         | Bloco de Esquerda                               | 111    | 0,85 / 100,00   | 1,12  | 0 / 7      | Estável |
| Votos Inválidos         | Votos Inválidos                                 | 610    | 4,70 / 100,00   | 2,25  |            |         |
| Total                   | Total                                           | 12 991 | 100,00 / 100,00 |       | 7 / 7      |         |
| Eleitorado/Participação | Eleitorado/Participação                         | 21 668 | 59,95 / 100,00  | 4,20  |            |         |

| Freguesia                   | %     | %     | %     | %        | %    | Votantes |
| Freguesia                   | CLIP  | PS    | CDU   | PSD- CDS | BE   | Votantes |
| --------------------------- | ----- | ----- | ----- | -------- | ---- | -------- |
| Alagoa                      | 37,86 | 43,81 | 5,24  | 8,57     | 0,48 | 420      |
| Alegrete                    | 53,28 | 26,31 | 5,22  | 10,54    | 0,38 | 1 053    |
| Fortios                     | 32,41 | 27,19 | 18,92 | 13,60    | 0,69 | 1 015    |
| Reguengo e São Julião       | 51,45 | 23,63 | 4,66  | 13,83    | 0,48 | 622      |
| Ribeira de Nisa e Carreiras | 47,14 | 21,78 | 15,21 | 11,36    | 0,75 | 1 065    |
| Sé e São Lourenço           | 39,08 | 22,37 | 22,38 | 10,61    | 1,01 | 7 645    |
| Urra                        | 55,94 | 23,74 | 8,88  | 6,32     | 0,85 | 1 171    |
| Portalegre                  | 42,44 | 23,89 | 17,51 | 10,60    | 0,85 | 12 991   |

#### Assembleia Municipal
| Partido                 | Partido                                         | Votos  | %               | +/-   | Mandatos | +/-     |
| ----------------------- | ----------------------------------------------- | ------ | --------------- | ----- | -------- | ------- |
|                         | Candidatura Livre e Independente por Portalegre | 5 109  | 39,37 / 100,00  | Novo  | 9 / 21   | Novo    |
|                         | Partido Socialista                              | 3 228  | 24,88 / 100,00  | 12,19 | 6 / 21   | 2       |
|                         | Coligação Democrática Unitária                  | 2 114  | 16,29 / 100,00  | 3,21  | 4 / 21   | 1       |
|                         | PSD-CDS                                         | 1 577  | 12,15 / 100,00  | -     | 2 / 21   | -       |
|                         | Bloco de Esquerda                               | 186    | 1,43 / 100,00   | 1,84  | 0 / 21   | Estável |
| Votos Inválidos         | Votos Inválidos                                 | 762    | 5,87 / 100,00   | 2,75  |          |         |
| Total                   | Total                                           | 12 976 | 100,00 / 100,00 |       | 21 / 21  |         |
| Eleitorado/Participação | Eleitorado/Participação                         | 21 668 | 59,89 / 100,00  | 4,22  |          |         |

| Freguesia                   | %     | %     | %     | %        | %    | Votantes |
| Freguesia                   | CLIP  | PS    | CDU   | PSD- CDS | BE   | Votantes |
| --------------------------- | ----- | ----- | ----- | -------- | ---- | -------- |
| Alagoa                      | 35,24 | 44,52 | 3,57  | 10,00    | 0,48 | 420      |
| Alegrete                    | 50,81 | 27,92 | 4,94  | 10,54    | 1,14 | 1 053    |
| Fortios                     | 28,18 | 28,37 | 17,64 | 15,07    | 1,48 | 1 015    |
| Reguengo e São Julião       | 48,07 | 24,44 | 4,98  | 16,08    | 0,64 | 622      |
| Ribeira de Nisa e Carreiras | 44,04 | 22,07 | 13,80 | 12,77    | 1,60 | 1 065    |
| Sé e São Lourenço           | 36,08 | 23,16 | 20,92 | 12,57    | 1,59 | 7 630    |
| Urra                        | 52,86 | 26,05 | 8,03  | 6,49     | 1,28 | 1 171    |
| Portalegre                  | 39,37 | 24,88 | 16,29 | 12,15    | 1,43 | 12 976   |

#### Juntas de Freguesia
| Partido                 | Partido                        | Votos  | %               | +/-   | Presidentes | Mandatos | +/-     |
| ----------------------- | ------------------------------ | ------ | --------------- | ----- | ----------- | -------- | ------- |
|                         | Grupo de Cidadãos              | 5 033  | 38,73 / 100,00  | -     | 5 / 7       | 29 / 63  | -       |
|                         | Partido Socialista             | 3 645  | 28,05 / 100,00  | 10,20 | 2 / 7       | 22 / 63  | 17      |
|                         | Coligação Democrática Unitária | 1 788  | 13,76 / 100,00  | 2,51  | 0 / 7       | 5 / 63   | 1       |
|                         | PSD-CDS                        | 1 708  | 13,14 / 100,00  | -     | 0 / 7       | 7 / 63   | -       |
|                         | Bloco de Esquerda              | 116    | 0,89 / 100,00   | 1,90  | 0 / 7       | 0 / 63   | Estável |
| Votos Inválidos         | Votos Inválidos                | 704    | 5,41 / 100,00   | 1,36  |             |          |         |
| Total                   | Total                          | 12 994 | 100,00 / 100,00 |       | 7 / 7       | 63 / 63  | 23      |
| Eleitorado/Participação | Eleitorado/Participação        | 21 668 | 59,97 / 100,00  | 4,21  |             |          |         |

| Freguesia                   | Partido Vencedor | Partido Vencedor   | %              | Mandatos |
| --------------------------- | ---------------- | ------------------ | -------------- | -------- |
| Alagoa                      |                  | Partido Socialista | 49,76 / 100,00 | 4 / 7    |
| Alegrete                    |                  | Grupo de Cidadãos  | 50,90 / 100,00 | 5 / 9    |
| Fortios                     |                  | Partido Socialista | 36,06 / 100,00 | 4 / 9    |
| Reguengo e São Julião       |                  | Grupo de Cidadãos  | 50,16 / 100,00 | 4 / 7    |
| Ribeira de Nisa e Carreiras |                  | Grupo de Cidadãos  | 38,40 / 100,00 | 4 / 9    |
| Sé e São Lourenço           |                  | Grupo de Cidadãos  | 35,05 / 100,00 | 5 / 13   |
| Urra                        |                  | Grupo de Cidadãos  | 57,90 / 100,00 | 6 / 9    |

### Sousel

#### Câmara Municipal
| Partido                 | Partido                        | Votos | %               | +/-   | Vereadores | +/-     |
| ----------------------- | ------------------------------ | ----- | --------------- | ----- | ---------- | ------- |
|                         | Partido Social Democrata       | 1 425 | 46,28 / 100,00  | 4,24  | 3 / 5      | Estável |
|                         | Partido Socialista             | 858   | 27,87 / 100,00  | 9,14  | 1 / 5      | 1       |
|                         | Coligação Democrática Unitária | 637   | 20,69 / 100,00  | 11,08 | 1 / 5      | 1       |
| Votos Inválidos         | Votos Inválidos                | 159   | 5,16 / 100,00   | 2,30  |            |         |
| Total                   | Total                          | 3 079 | 100,00 / 100,00 |       | 5 / 5      |         |
| Eleitorado/Participação | Eleitorado/Participação        | 4 369 | 70,47 / 100,00  | 5,34  |            |         |

| Freguesia   | %     | %     | %     | Votantes |
| Freguesia   | PSD   | PS    | CDU   | Votantes |
| ----------- | ----- | ----- | ----- | -------- |
| Cano        | 50,39 | 28,87 | 15,85 | 776      |
| Casa Branca | 38,80 | 38,54 | 19,40 | 768      |
| Santo Amaro | 54,23 | 24,94 | 16,02 | 437      |
| Sousel      | 45,45 | 20,86 | 26,87 | 1 098    |
| Sousel      | 46,28 | 27,87 | 20,69 | 3 079    |

#### Assembleia Municipal
| Partido                 | Partido                        | Votos | %               | +/-  | Mandatos | +/-     |
| ----------------------- | ------------------------------ | ----- | --------------- | ---- | -------- | ------- |
|                         | Partido Social Democrata       | 1 376 | 44,69 / 100,00  | 0,76 | 7 / 15   | Estável |
|                         | Partido Socialista             | 890   | 28,91 / 100,00  | 9,31 | 5 / 15   | 1       |
|                         | Coligação Democrática Unitária | 608   | 19,75 / 100,00  | 6,92 | 3 / 15   | 1       |
| Votos Inválidos         | Votos Inválidos                | 205   | 6,66 / 100,00   | 3,16 |          |         |
| Total                   | Total                          | 3 079 | 100,00 / 100,00 |      | 15 / 15  |         |
| Eleitorado/Participação | Eleitorado/Participação        | 4 369 | 70,47 / 100,00  | 5,34 |          |         |

| Freguesia   | %     | %     | %     | Votantes |
| Freguesia   | PSD   | PS    | CDU   | Votantes |
| ----------- | ----- | ----- | ----- | -------- |
| Cano        | 46,91 | 32,99 | 14,69 | 776      |
| Casa Branca | 38,67 | 36,07 | 21,22 | 768      |
| Santo Amaro | 53,09 | 26,32 | 15,10 | 437      |
| Sousel      | 43,99 | 22,04 | 24,13 | 1 098    |
| Sousel      | 44,69 | 28,91 | 19,75 | 3 079    |

#### Juntas de Freguesia
| Partido                 | Partido                        | Votos | %               | +/-   | Presidentes | Mandatos | +/-     |
| ----------------------- | ------------------------------ | ----- | --------------- | ----- | ----------- | -------- | ------- |
|                         | Partido Social Democrata       | 1 394 | 45,27 / 100,00  | 0,26  | 3 / 4       | 18 / 34  | Estável |
|                         | Partido Socialista             | 929   | 30,17 / 100,00  | 10,99 | 1 / 4       | 11 / 34  | 4       |
|                         | Coligação Democrática Unitária | 577   | 18,74 / 100,00  | 8,65  | 0 / 4       | 5 / 34   | 4       |
| Votos Inválidos         | Votos Inválidos                | 179   | 5,81 / 100,00   | 2,58  |             |          |         |
| Total                   | Total                          | 3 079 | 100,00 / 100,00 |       | 4 / 4       | 34 / 34  |         |
| Eleitorado/Participação | Eleitorado/Participação        | 4 369 | 70,47 / 100,00  | 5,34  |             |          |         |

| Freguesia   | Partido Vencedor | Partido Vencedor         | %              | Mandatos |
| ----------- | ---------------- | ------------------------ | -------------- | -------- |
| Cano        |                  | Partido Social Democrata | 51,55 / 100,00 | 5 / 9    |
| Casa Branca |                  | Partido Socialista       | 41,02 / 100,00 | 4 / 9    |
| Santo Amaro |                  | Partido Social Democrata | 52,40 / 100,00 | 4 / 7    |
| Sousel      |                  | Partido Social Democrata | 42,62 / 100,00 | 5 / 9    |